# Climatic Research Unit

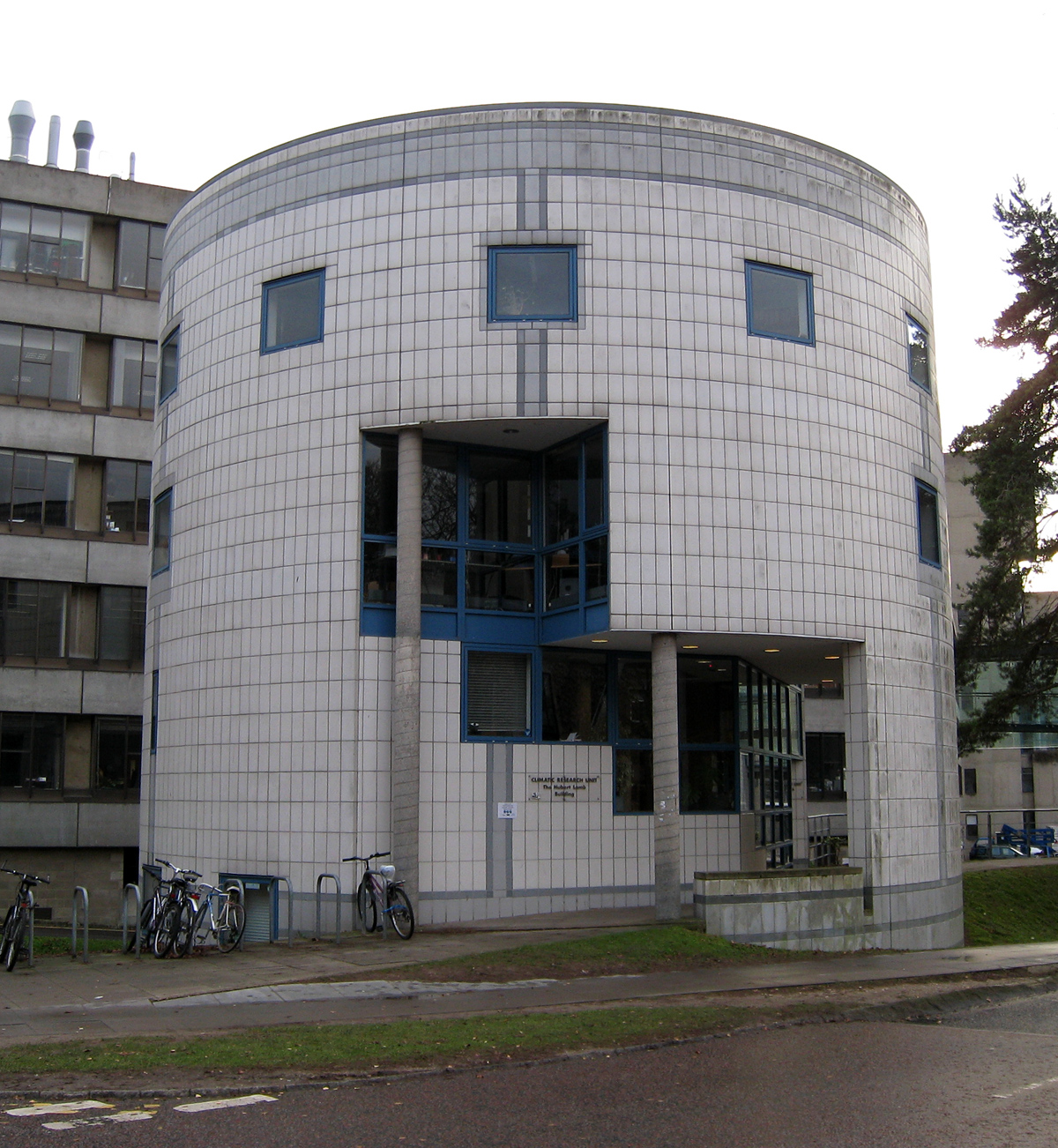
Budynek Hubert Lamb, University of East Anglia, gdzie znajduje się Climatic Research Unit.

Climatic Research Unit – instytut badawczy zmian klimatu w School of Environmental Sciences w University of East Anglia w Norwich.
Zadaniem CRU jest poprawa wiedzy z dziedziny zmian klimatu. Wyniki CRU były publikowane w raportach IPCC.

## Climategate
W listopadzie 2009 roku hakerzy dostali się do serwerów CRU i opublikowali e-maile zawierające korespondencje, fragmenty kodów komputerowych oraz artykułów naukowych.